# Pine Hill (Belice)
Pine Hill es un asentamiento situado en el distrito de Toledo, en Belice, ubicado a 15 kilómetros al norte de la ciudad de Punta Gorda.
Pine Hill es una colonia hija de Upper Barton Creek. Fue fundada alrededor de 1997 y está habitada por menonitas muy conservadores, pertenecientes a la rama Noah Hoover de la orden de los Menonitas de la Vieja Colonia. En 2010 tenía una población de 205 habitantes distribuidos en 39 hogares, con un promedio de 5,3 personas por vivienda.
La comunidad se gana la vida con la agricultura, la producción de queso y otros productos lácteos, así como con el trabajo de la madera. También crían ganado y practican la apicultura para la producción de miel. Igualmente, en Pine Hill hay un aserradero impulsado por caballos.